# Adam Otto von Viereck
Pour les articles homonymes, voir von Viereck.
Adam Otto von Viereck (né le 10 mars 1684 à Wattmannshagen et mort le 11 juillet 1758 à Buch) est un ministre d'État prussien et conseiller budgétaire privé.

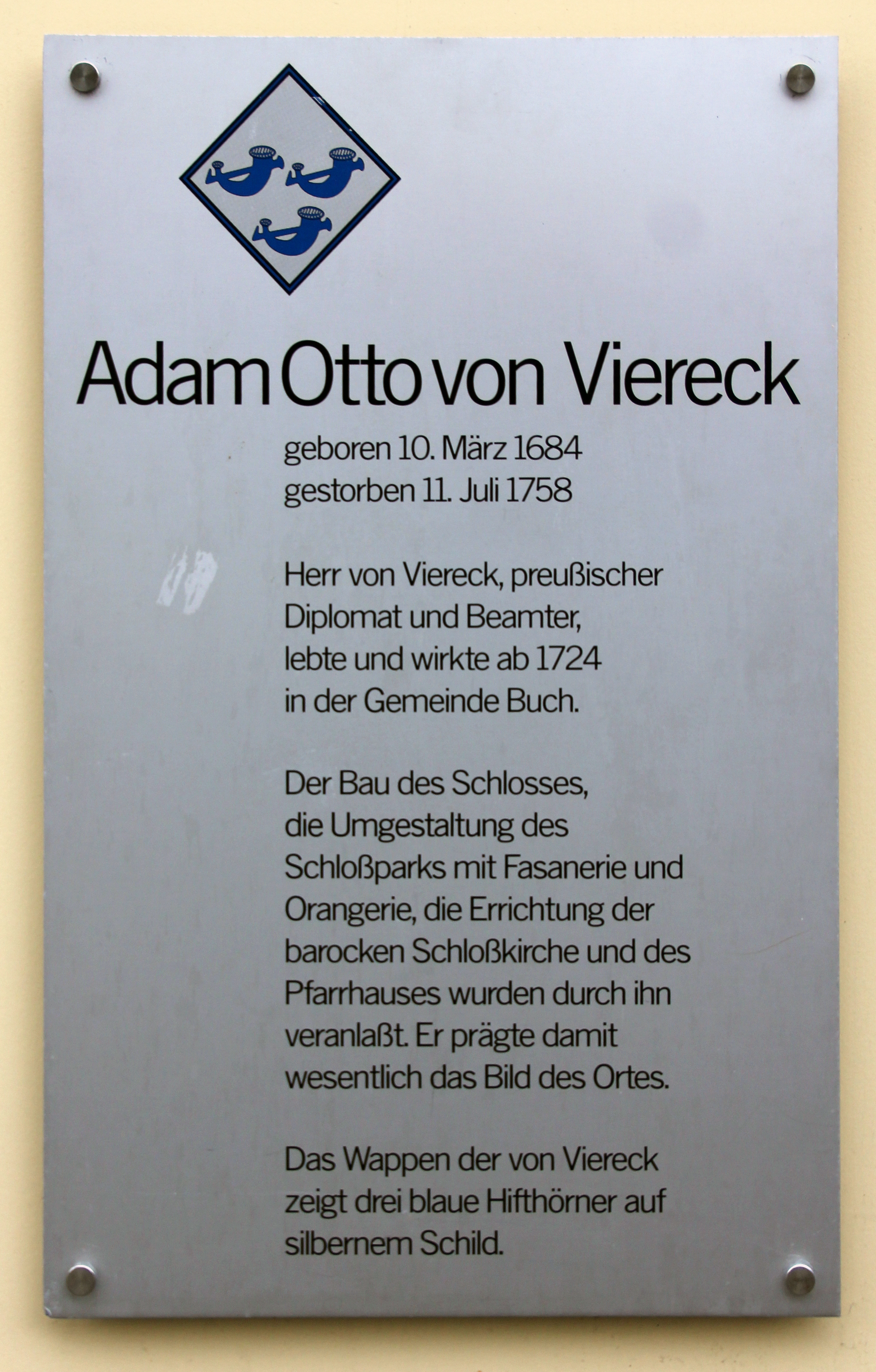
Plaque sur la maison, Wiltbergstraße 25, à Berlin-Buch

## Biographie
Adam Otto von Viereck (le nom de famille est à l'origine également orthographié Vieregg[e]) est le fils d'Adam Otto von Viereck (de) (1634–1717), avocat et président de la chambre de Mecklembourg-Güstrow du même nom, et de sa seconde épouse. Anna Helena, née von Wolffersdorff (1651-1701).
Viereck étudie d'abord avec ses frères chez les jésuites à Wilda, puis étudie aux universités de Francfort et de Halle. Après avoir obtenu son diplôme, il sert dans la Garde sous les ordres d'Antoine-Ulrich de Brunswick-Wolfenbüttel. Lors de la guerre de Succession d'Espagne en 1705, il devient adjudant de Hesse-Cassel. En 1707, il accompagne la princesse Élisabeth-Christine sur le chemin de son époux, qui devient plus tard l'empereur Charles VI, à Vienne. Cette année-là, il devient également junker de chambre de Frédéric-Guillaume Ier. En 1711, il est maréchal de l'ambassade de Prusse pour l'élection de l'empereur à Francfort-sur-le-Main et est fait chevalier de l'empire. En 1713, il est également maréchal de la légation prussienne lors des négociations pour la paix d'Utrecht. En 1716, il est envoyé à Paris et en 1719 à Clèves comme conseiller secret du gouvernement. De là, il est allé en France comme ambassadeur pendant deux ans.
En 1724, il devient conseiller secret de la guerre et des domaines de la Marche-Électorale et est responsable de l'organisation de l'agriculture et des impôts qu'elle devait payer. Il est également responsable de l'installation des immigrants dans les régions rurales.
Il devient ministre privé du budget, de la guerre et ministre de la conduite à la direction générale en janvier 1727. En 1733, il devient commandant de la commanderie de Lagow et, le 27 janvier 1736, senior du Bailliage de Brandebourg de l'ordre de Saint-Jean. Le 11 septembre 1745, il reçoit l'ordre de l'Aigle noir de Frédéric II. En 1747, il devient membre honoraire de la Société royale prussienne des sciences.
Adam est seigneur de Weitendorf et en 1724, il acquit le domaine de Buch près de Berlin (dans l'actuel quartier berlinois de Pankow). Viereck apporte une contribution spéciale à la communauté à travers quatre mesures :
- 1725 Établissement d'un registre de campagne
- Reconversion du château de Buch et des parcs
- 1731-1736 Église du château de Buch (de)
- 1740 Presbytère

Il fait redessiner les jardins du château (de) sur l'exemple de Versailles, et une orangerie et une faisanderie sont créées. Les bâtiments et le parc caractérisent encore aujourd'hui le visage du lieu. La tombe richement décorée d'Otto von Viereck avec les armoiries de la maison se trouve dans l'église du château de Buch ; Johann Georg Glume (de), père de Friedrich Christian Glume, créé son buste en marbre en 1763 comme sa dernière œuvre.
En 1747, Von Viereck reprend tout le village de Birkholz en tant que propriétaire, le magistrat de Cölln lui cédant ses parts.
En 1752, il est documenté comme chanoine à Halberstadt (de) et prévôt à l'église Notre-Dame (de).
Les familles propriétaires successives de Buch en 1761, les Viereck et les Voss, sont liées par des liens de parenté. L'un des enfants des deux familles est Julie von Voß.
En 1761, Otto von Viereck lègue Birkholz à son gendre le conseiller privé et prévôt de la cathédrale Friedrich Christoph Hieronymus von Voß (de).
En 1751, la colonie de colons Jägersberg, nouvellement fondée en 1748, est rebaptisée Viereck en son honneur. Le 11 mai 1938, Adam Otto von Viereck donne son nom à la rue Viereckweg à Pankow, dans le quartier de Buch, qui s'étend de Pölnitz (de) à Hörstenweg et Röbellweg.
Le manoir de Weitendorf est ensuite repris par son neveu et son gendre, le général de division Christian Friedrich von Viereck.

## Famille

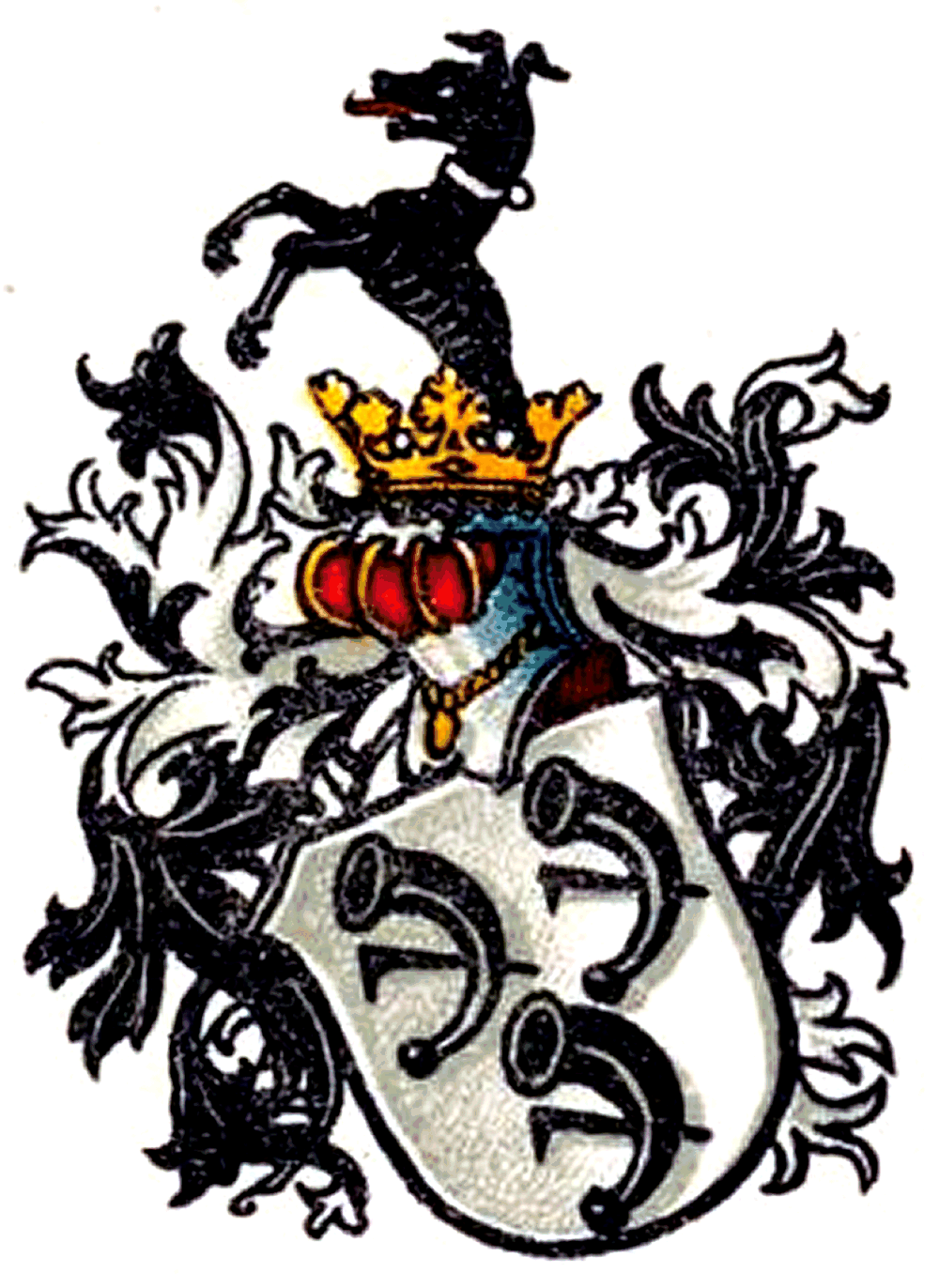
Armoiries de Vieregg

En 1718, il se marie avec Katharina Louise von Gersdorf (1700–1728), fille du Generalleutnant David Gottlob von Gersdorf (de).
- Sophie Wilhelmine (morte en 1742) mariée avec Adam Friedrich von Jeetze (de) (1689–1762), général prussien
- Charlotte Sophie (1722–1770) mariée avec August Friedrich von Itzenplitz (1693–1759), général prussien
- Wilhelmine Dorothée (1726–1799) mariée le 14 novembre 1743 avec Otto Friedrich Leopold Finck von Finckenstein (1717–1790)

Sa seconde épouse est la comtesse Maria Anna Finck von Finckenstein (1704–1758), fille du maréchal Albrecht Konrad Finck von Finckenstein .
- Sophie Wilhelmine Albertine (1731–1772) mariée avec Friedrich Wilhelm von Pannewitz (1719–1790)
- Amalia Ottilie (1736–1767) mariée le 15 février 1754 avec Friedrich Christian Hieronymus von Voss (1724–1784), parents de Julie von Voss
- Ulrike Charlotte Auguste Luise (1742–1797) mariée en 1763 avec Christian Friedrich von Viereck (de) (1725–1777), général de division prussien ; héritier de Weitendorf